# Powellitheca waipukurensis
Powellitheca waipukurensis is een uitgestorven mosdiertjessoort uit de familie van de Powellithecidae. De wetenschappelijke naam van de soort is voor het eerst geldig gepubliceerd in 1887 door Waters.